# را (دبلیودبلیوئی برند)
راو یک برند تبلیغاتی کشتی حرفه‌ای از کمپانی آمریکایی دبلیودبلیوئی است که در ۲۵ مارس ۲۰۰۲ ایجاد شد. برندها بخش‌هایی از روستر دبلیودبلیوئی هستند که در آن کشتی‌گیران برای اجرای برنامه به صورت هفتگی، تعیین می‌شوند. کشتی گیران عمدتاً در برنامه تلویزیونی هفتگی این برند، دوشنبه شب راو، که به سادگی راو نیز نامیده می‌شود، حاضر می‌شوند. این یکی از دو برند اصلی دبلیودبلیوئی به همراه اسمکدان است که در مجموع به عنوان روستر اصلی دبلیودبلیوئی شناخته می‌شوند. تفکیک برند بین اوت ۲۰۱۱ تا ژوئیه ۲۰۱۶ متوقف شده بود.